# Іванюк Сергій Семенович

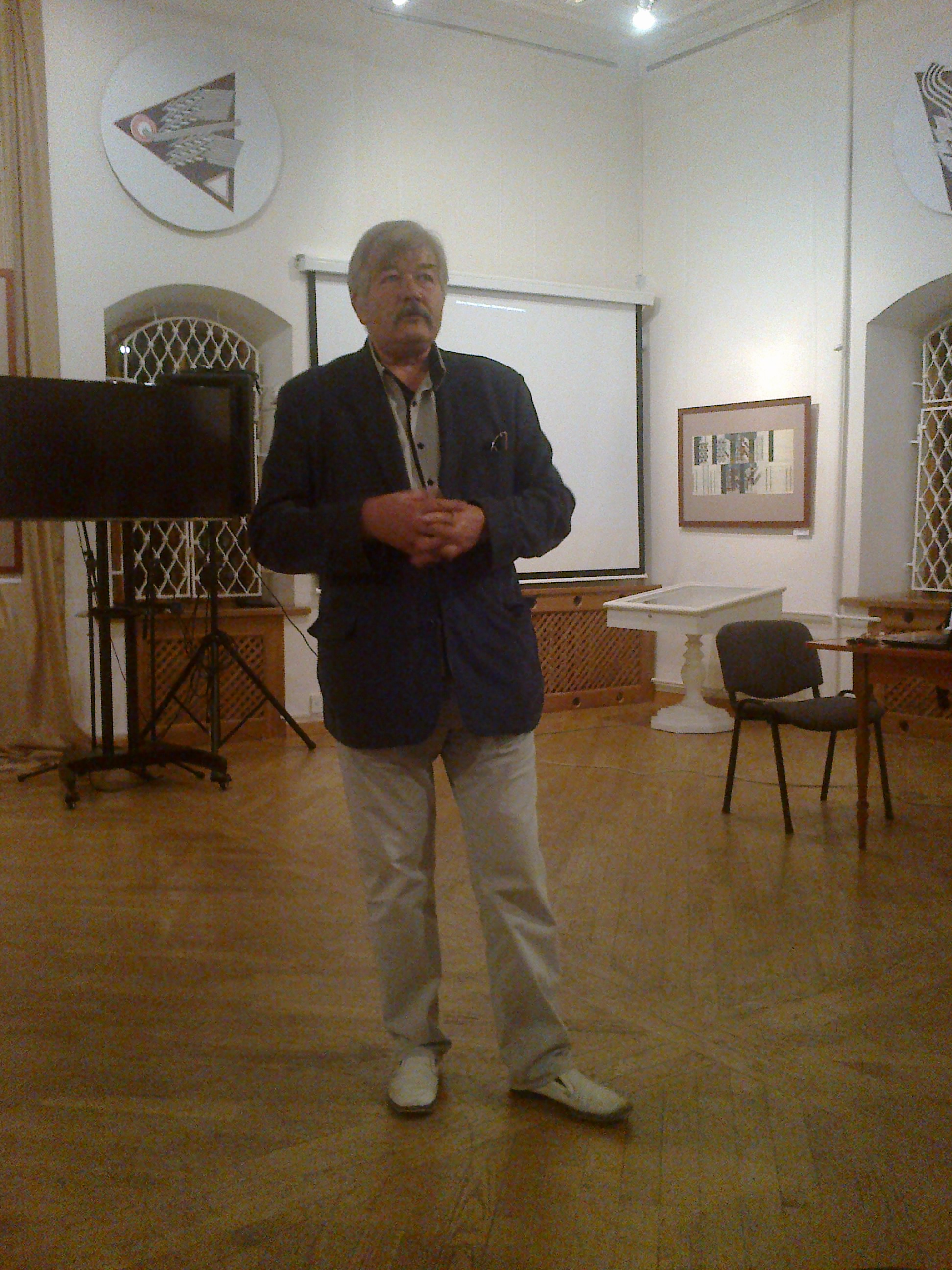
Сергій Іванюк під час лекції 1 жовтня 2015 року

Сергі́й Семе́нович Іваню́к (літературний псевдонім — Сергій Оксéник; 8 січня 1952, Миколаїв — 26 квітня 2018, Київ) — український письменник, літературознавець, журналіст, критик і перекладач, кандидат філологічних наук, один із відроджувачів і ректор Національного університету «Києво-Могилянська академія», доцент кафедри літературознавства.

## Біографія
Сергій Семенович Іванюк народився 8 січня 1952 р. в Миколаєві, де закінчив середню школу № 48. Навчався на факультеті журналістики КНУ імені Т. Г. Шевченка (1969-1974 рр.), проходив практику в миколаївській студії телебачення, служив в армії (1974-1976). 1976-1981 рр. працював редактором, а тоді завідувачем відділу радіостанції «Молода гвардія» на Українському радіо. 1981-1983 був редактором відділу журналу «Піонерія». З 1983 по 1986 — навчався на аспірантурі Інституту літератури АН УРСР ім. Т. Г. Шевченка, досліджував українську літературу для дітей та юнацтва (дисертація на здобуття наукового ступеня кандидата філологічних наук успішно захищена ним у червні 1987 р). З 1986 по 1991 Сергій Іванюк — науковий співробітник Інституту літератури АН УРСР ім. Т. Г. Шевченка, бере участь у написанні нової академічної Історії української літератури (за ред. В. Г. Дончика) і як редактор відділу (1988-1991) — у виданні головного літературознавчого часопису України «Слово і Час».
З 1991 року все подальше життя Сергія Іванюка пов'язане з відродженням і розбудовою Києво-Могилянської академії. Спершу він — один із п'яти осіб, які склали виконавчу дирекцію зі створення університету «Києво-Могилянська академія». Далі — декан-організатор (1992-1994 рр.) і перший декан факультету гуманітарних наук НаУКМА, а з 1994 по 2000 — ректор НаУКМА. Шляхетний, винятково чулий до людей, самовідданий Сергій Іванюк самою своєю натурою, а також і своєю діяльністю багато що визначив у тому духовно-інтелектуальному профілі Академії, який зробив її центром притягання для всіх високоосвічений, прогресивних і патріотичних сил на зламі тисячоліть. Дух взаємоповаги, довіри й толерантності до позиції іншого, найвищий професіоналізм в основі усіх мотивацій і свобода як найвища цінність нової української школи — в обстоюванні та у поширенні цих цінностей у НаУКМА та за її межами — величезна особиста заслуга Іванюка ректора, викладача, дослідника, організатора тисяч академічних і суто студентських справ, що їх він завжди приймав близько до серця.
Докторант кафедри літератури (2000 — 2003 рр.) та її безвідмовний доцент з 2003 року й по квітень 2018-го, Сергій Іванюк зажив собі заслуженої доброї слави у могилянського студентства як архітектор і незмінний викладач унікального авторського курсу «Основи літературної творчості», який дав змогу розкритися десяткам талантів, на сьогодні — знаних українських літераторів кількох поколінь. Поза університетом він був одним із провідних лекторів Центру літературної освіти, ЛітЛабу та Культурного проекту, де читав, зокрема, авторський курс з історії дитячої літератури «Великі письменники малої літератури».

З 2005-го і до смерті Сергій Іванюк був головним редактором історично найдавнішого українського часопису для підлітків «Однокласник». Похований на Пуща-Водицькому цвинтарі.

## Літературна діяльність
Сергій Оксеник почав публікувати оповідання для дітей у 1980-х роках.
Має понад 100 публікацій українською, російською, німецькою, англійською, шведською, грузинською, чуваською та іншими мовами. У тому числі переклади з англійської та російської.
Улюбленими письменниками Сергія Оксеника були Ернест Гемінгвей, Микола Куліш, Михайло Булгаков, Джуліан Барнс, Стівен Фрай, Кормак Маккарті, Володимир Діброва, Галина Ткачук, Василь Аксьонов.
Член Асоціації українських письменників, він привернув до себе прихильну увагу критики і став відомий широкому читацтву як автор фентезійної трилогії «Лісом. Небом. Водою».

### «Лісом. Небом. Водою»
2004 р. у видавництві дочки письменника Оксани — «Коник» — вийшла перша книга трилогії під назвою «Лисий». 2005 р., — продовження, «Леля». Обидві вже двічі перевидавало видавництво «Смолоскип», яке 2014 р. опублікувало заключну частину — «Інженер».
2015 р. невеликий фрагмент першої книги артистично озвучено голосом автора.

#### Книга 1. «Лисий»
Коли на плечі дванадцятилітнього хлопчика лягає тягар відповідальності за інших, коли весь страшний ліс повстає проти нього, коли самому треба вирішувати, що є добре, а що погано, кожен крок небезпечної мандрівки може виявитися останнім… Чи вдасться герою дійти до мети своєї мандрівки? Чи пощастить йому врятувати людей і при цьому не перетворитися на вовкулаку?

#### Книга 2. «Леля»
Що може бути страшніше, ніж прихід до села лисого і босого? Хто краде чарівні речі в дітей? Як стати бабою Ягою? Куди приведе останній шлях вовкулак? На всі ці питання ви дістанете відповідь у новому романі про пригоди Лелі, Лисого та їхніх друзів у страшному світі, де не лишилося майже нічого доброго. Але ж іншого немає!..

#### Книга 3. «Інженер»
От уже ніби й довідалися, що то за страшна сила, яка прагне знищити всіх людей і взагалі всіх живих істот на Землі, а як її здолати — так нікому й не відомо. Безнадійний, жахливий, авантюрний план Лисого не сподобався нікому — ні Лелі, ні Марічці, ні Бороді… І все ж усі вони й навіть півень на ймення Сокіл беруться допомогти. Страшно й подумати, до чого це може призвести. І все ж — звідки ця темна підземна сила взялася? Чому вона така ворожа до людини? На ці запитання, можливо, відповість доля зовсім іншого персонажа, який назвав себе Інженером. Остання книга трилогії «Лісом. Небом. Водою» так само сповнена фантастичних пригод і пригодницької фантастики, як і дві попередні: «Лисий» і «Леля».

### «Вбивство п'яної піонерки»
17 квітня 2018 р. в бібліотеці ім. Антоновичів НаУКМА відбулася презентація нової книжки Сергія Оксеника — «Вбивство п'яної піонерки [Архівовано 27 квітня 2018 у Wayback Machine.]» («роману для підлітків будь-якого віку»), надрукованого Видавництвом Старого Лева.
Сповнений іронії та щемкої ностальгії детективний роман «Вбивство п'яної піонерки» — це історія подвійного розслідування злочину, яке ведуть і дорослі, і діти. Несподівано тихе село Варварка стає центром загадкових подій, сплетених у кримінальний клубок, який доведеться розплутувати героям роману. За злочином стоїть не лише людина, за злочином — радянська система, безнадійно загрузла в брехні. Хто ж залишається по-справжньому чесними, так це діти, приречені невпинно дорослішати в непростому, зрадливому світі дорослих. Це роман про маленьку людину на тлі доби, про дружбу, про стосунки в родині, яка так само підлягає впливу системи. А ще це свого роду квиток на 3D-фільм про життя кінця 1950-х, густо насичений запахами, звуками, плюскотом ріки, шурхотом босих ніг по річковому піску. Так ніби відкривається вікно в далеке минуле (а для молодого читача — в минуле батьків і дідусів), а звідти — запахи дитинства, смажених бичків, печеної картоплі, розпеченого пилу, зелених сусідських яблук.

### «Самка богомола»
У видавництві «Темпора» вийшов дорослий роман Сергія Оксеника — футурологічний трилер «Самка богомола».
Дія відбувається в недалекому майбутньому в таборі для російських біженців на Чернігівщині. Передісторія сюжету така: Російська імперія розпалася, у них з'явилося багато різних князівств-республік — Білгородська, Транссибірська. Вони постійно воюють, поглинають одна одну, вирощувати хліб нікому, в країні голод, небезпечно. Народ «ломонувся» в еміграцію.
Так уже сталося, що в них іншої дороги, крім як в Україну, — немає. У Білорусі їх ненавидять, одразу вбивають, а для Європи їм не вистачає знання мов. Тож вони всі біжать в Україну. І в таборах для біженців (бо Україна не може всіх одразу інтегрувати) їх навчають української мови, готують до життя в Україні, підшуковують роботу. Там відбувається детективна складова роману.
У романі Сергія Оксеника змальовані сучасні читачам реалії — всі, крім однієї: Росії як держави більше не існує. Вона розпалася на багато різних країн, а біженці звідти, без яких не обходиться в часи політичної нестабільності, переходять український кордон і осідають у тичасових бараках. В одному з таких живе Алевтина. Хто вона, яка її історія й навіщо вона вчиняє так, а не інакше, — питає у себе і в колег молодий солдат Віктор Бусол. Шлях до відповідей — не простий, заплутаний, і пройти його до кінця випаде не кожному.